# Lasiopogon apache
Lasiopogon apache är en tvåvingeart som beskrevs av Cannings 2002. Lasiopogon apache ingår i släktet Lasiopogon och familjen rovflugor.
Artens utbredningsområde är Arizona. Inga underarter finns listade i Catalogue of Life.